# 25721 Anartya
25721 Anartya è un asteroide della fascia principale. Scoperto nel 2000, presenta un'orbita caratterizzata da un semiasse maggiore pari a 2,3652890 UA e da un'eccentricità di 0,0748659, inclinata di 6,84191° rispetto all'eclittica.